# Hans-Jürgen Kleinholz
Hans-Jürgen Kleinholz (* 11. September 1945 in Duisburg) ist ein ehemaliger deutscher Fußballspieler. Der Offensivspieler hat beim 1. FC Köln in der Saison 1965/66 in der Fußball-Bundesliga drei Ligaspiele absolviert und ein Tor erzielt.

## Laufbahn
In Meiderich verbrachte der Knabe Hans-Jürgen Kleinholz die ersten acht Jahre seiner Jugend. Mit dem späteren Nationalspieler Werner Krämer jagte er auf der Straße und den Bolzplätzen dem Ball nach. Als 1953 seine Familie nach Düsseldorf verzog, sein Vater war bei der Bundesbahn beschäftigt und musste einen berufsbedingten Wechsel vornehmen, schloss er sich der Jugendabteilung von TuRU Düsseldorf an. Er entwickelte sich zu einem überdurchschnittlichen Mittelstürmer und spielte sich in die Stadt-, Kreis- und Niederrheinauswahl. Vor dem letzten A-Jugendjahr, 1963/64, wurde er vom 1. FC Köln in die Domstadt geholt. Er kam unter die Fittiche von A-Jugendtrainer Josef Röhrig und gewann mit der FC-A-Jugend die westdeutsche Meisterschaft und gehörte auch der westdeutschen Jugendauswahl an. Dort spielte er unter anderem mit Jupp Heynckes und Günter Netzer zusammen. Ab Juli 1964 war er für eineinhalb Jahre Mitglied der FC-Amateure unter Trainer Georg Stollenwerk. In seinem ersten Seniorenjahr 1964/65 gewann er mit Mannschaftskameraden wie Paul Alger und Franz-Peter Neumann unter Trainer Martin Hirche die Meisterschaft in der Fußball-Mittelrheinliga. Der schnelle und beidfüßige Angreifer wurde im Dezember 1965 in den Lizenzspielerkader des 1. FC Köln unter Trainer Georg Knöpfle aufgenommen. Im Sommer waren Ole Sørensen, Srdjan Cebinac, Franz Krauthausen, Wolfgang Rausch und Franz-Josef Neumann neu zu den FC-Profis gekommen.
Kleinholz debütierte am 26. März 1966 bei einer 1:2-Auswärtsniederlage bei Borussia Neunkirchen in der Bundesliga. Er spielte im Ellenfeldstadion auf Halbrechts im damaligen WM-System an der Seite von Rechtsaußen Cebinac. In seinem zweiten Bundesligaeinsatz, den 2. April, bei einem 4:0-Heimerfolg gegen Tasmania 1900 Berlin, erzielte er in der 7. Minute das Tor zur zwischenzeitlichen 2:0-Führung. Der FC-Angriff war in der Besetzung mit Karl-Heinz Thielen, Kleinholz, Franz Krauthausen, Ole Sørensen und Johannes Löhr dabei aufgelaufen. Am 16. April 1966, bei einer 1:2-Auswärtsniederlage beim Karlsruher SC, endete seine Bundesligakarriere.
Er wurde in seinem zweiten Jahr in Köln vom neuen Trainer Willi Multhaup nicht mehr berücksichtigt. Mit den Neuzugängen Roger Magnusson, Heinz Flohe, Jürgen Jendrossek, Helmut Bergfelder und Paul Alger hatte sich die Konkurrenzsituation in der FC-Offensive weiter verschärft und er verließ 1967 die Geißböcke. Zur Saison 1967/68 schloss er sich dem VfR Neuss in der zweitklassigen Fußball-Regionalliga West an. Hier war Kleinholz anschließend zwei Jahre lang Stammspieler. In seiner ersten Saison unter Trainer Willi Koll absolvierte er 25 Ligaspiele und erzielte an der Seite von Mitspielern wie Torhüter Klaus Schonz, Gerhard Buddatsch, Josef Kokesch, Robert Begerau, Ulrich Kohn und Werner Tenbruck sieben Tore. Er gehörte als Mittelstürmer dem Neusser Team an, das am 24. März 1968 bei Fortuna Düsseldorf vor 20.000 Zuschauern einen 2:1-Erfolg feiern konnte. In seiner zweiten Saison in Neuss, 1968/69, absolvierte er 31 Ligaspiele, erzielte wiederum sieben Tore und der VfR belegte unter Trainer Manfred Krafft den 9. Rang.
Dagegen war er beim Ligakonkurrenten Bayer Leverkusen (1969–71) mit lediglich sieben Ligaeinsätzen und vier Toren nur Ergänzungsspieler. Beim Rather Spielverein 1919 spielte er zum Abschluss seiner aktiven Zeit als Fußballer noch von 1974 bis 1986 im Amateurbereich, ehe er hier noch drei Jahre als Trainer anhängte. Mit den zwei einjährigen Engagements bei der DJK Agon 08 Düsseldorf und dem 1. FC Unterrath beendete er auch seine Trainertätigkeit.
Der in Düsseldorf-Rath wohnhafte Kleinholz arbeitete bis zur Verrentung als Einzelhandelskaufmann in einem Geschäft des Düsseldorfer Unternehmens „Teekanne“.

## Vereine
- 1953–1963 TuRU Düsseldorf
- 1963–1967 1. FC Köln
- 1967–1969 VfR Neuss
- 1969–1971 Bayer 04 Leverkusen